# Stefanie Schmid
Stefanie Schmid (Stoccarda, 18 aprile 1972) è un'attrice tedesca, attiva prevalentemente in campo televisivo e teatrale.
Tra cinema e - soprattutto - televisione, ha partecipato - a partire dalla seconda metà degli anni novanta - a circa una quarantina di differenti produzioni.

Tra i suoi ruoli principali, figurano quello di Sandra Wohlers nella serie televisiva Copernicus Code (alias Delta Team; Delta Team - Auftrag geheim!, 1999), quello di Laila nel film TV Laila - Unsterblich verliebt (2000), quello del Giudice Lydia Dietz nella serie televisiva Sophie (Typisch Sophie, 2004) e quello di Jana Deisenroth nella serie televisiva Guardia costiera (Küstenwache, 2005-2007).

## Filmografia parziale

### Cinema
- One Night Suicide, regia di Vanessa Jopp (1996)
- Leben in Dunkelheit (2000), regia di Thomas Retzbach - ruolo: Martine
- Pasticcio, regia di Kay Kienzler  (2009) - Silvana

### Televisione
- Die Nacht der Nächte - School's out - film TV (1997)
- St. Angela - serie TV, 1 episodio (1998)
- David im Wunderland - film TV (1998)
- Delta Team - Auftrag geheim! - film TV (1999)
- Copernicus Code alias Delta Team (Delta Team - Auftrag geheim!) - serie TV (1999)
- Tatort - serie TV, 1 episodio (2000) - Sabrina Schumann
- Vom Küssen und vom Fliegen - film TV, regia di Hartmut Schoen (2000)
- Laila - Unsterblich verliebt - film TV, regia di Peter Ily Huemer (2000)
- All' Arrabbiata - Eine kochende Leidenschaft - film TV, regia di Hannu Salonen (2001)
- La morte ha il vestito rosso (Holiday Affair) - film TV (2001)
- Herzstolpern - film TV, regia di Sharon von Wietersheim (2001)
- ...und plötzlich wird es dunkel in meinem Leben - film TV, regia di Matthias Steurer (2001) -
- Dein Mann wird mir gehören! - film TV (2002)
- So schnell Du kannst - film TV (2002)
- SK Kölsch - serie TV, 1 episodio (2002)
- Un caso per due (Ein Fall für zwei) - serie TV, 1 episodio (2002)
- Balko - serie TV, 1 episodio (2003)
- Squadra Speciale Cobra 11 (Alarm für Cobra 11 - Die Autobahnpolizei) - serie TV, 1 episodio (2004)
- Schöne Männer hat man nie für sich allein - film TV, regia di Hansjörg Thurn (2004) (TV)
- Sophie (Typisch Sophie) - serie TV, episodi vari (2004)
- Guardia costiera (Küstenwache)- serie TV, 42 episodi (2005-2007)
- Bezaubernde Marie - film TV (2007)
- Solo für Schwarz - Tödliche Blicke - film TV (2007)
- Schade um das schöne Geld - film TV (2008)
- Squadra Speciale Cobra 11 (Alarm für Cobra 11 - Die Autobahnpolizei) - serie TV, 1 episodio (2008) - Melanie Mahler
- Meine wunderbare Familie - serie TV, 5 episodi (2008-2010)
- Squadra Speciale Stoccarda (SOKO Stuttgart) - serie TV, 1 episodio (2009)
- 2 für alle Fälle - Ein Song für den Mörder - film TV (2010)
- Luises Versprechen - film TV (2010) - Martina
- Squadra Speciale Colonia (SOKO Köln) - serie TV, 1 episodio (2010)
- Last Cop - L'ultimo sbirro (Der letzte Bulle) - serie TV, 1 episodio (2010)
- Die Nonne und der Kommissar - film TV, regia di Berno Kürten (2012)

## Doppiatrici italiane
Stefanie Schmid è stata doppiata da:
- Laura Latini[5] in Copernicus Code/Delta Team[6]
- Alessandra Barzaghi[7] in Sophie[8]
- Alessandra Grado[9] in Guardia costiera[10]